# Jeannette Ng
Jeannette Ng (en chinois :  吳志麗), née le 30 octobre 1977 à Hong Kong, est une romancière et nouvelliste britannique d'origine hongkongaise. Elle reçoit le prix Sydney J. Bounds du meilleur nouvel auteur en 2018 et le prix John W. Campbell du meilleur nouvel écrivain 2019 pour son premier roman, Under the Pendulum Sun. À la suite de son discours de remerciement dénonçant l'idéologie raciste de Campbell, le prix est renommé prix Astounding du meilleur nouvel écrivain. Cette prise de parole est récompensée par un Hugo Award for Best Related Work (en) en 2020.
Jeannette Ng s'engage politiquement pour dénoncer les actions de la Chine, notamment à Hong Kong. Elle milite également pour les droits des personnes transgenres et organise une levée de fonds avec Lauren Beukes en 2025.

## Biographie
Jeannette Ng nait en 1977 à Hong Kong,. Elle étudie à l'Université de Durham, où elle obtient un Master of Arts en études médiévales et études de la Renaissance. Pendant son cursus, elle développe un intérêt particulier pour la théologie médiévale.
Jeanne Ng réside à Durham.

### Carrière littéraire
Jeannette Ng écrit des œuvres de fantasy et de science-fiction, dans un style qualifié de gothique voire néo-gothique ou néo-victorien.

#### Under the Pendulum Sun
Le premier roman de Jeannette Ng, Under the Pendulum Sun, est publié en 2017 chez Angry Robot (en). Ce roman gothique est une uchronie, qui se déroule en 1847, dans laquelle l'explorateur James Cook découvre l'Arcadie et l'existence de faes. L'héroïne, Catherine Helstone (dire Cathy), une missionnaire, y est envoyée pour convertir les faes au christianisme,. En hommage aux sœurs Brontë et à la littérature victorienne, chaque chapitre du roman s'ouvre par une citation en exergue tirée d'un texte (réel, fictif ou remanié) du xixe siècle : poèmes, chants, œuvres philosophiques ou ethnologiques. La chercheuse Caroline Duvezin-Caubet note de nombreuses références textuelles et scénaristiques à Jane Eyre dans Under the Pendulum Sun, qu'elle qualifie de « néo-gothique ».
Under the Pendulum Sun reçoit un accueil critique positif et est inclus dans les listes « 10 Best Sci-Fi and Fantasy Books of 2017 » de Syfy, « The best science fiction and fantasy of 2017 » d'Adam Roberts publiée dans The Guardian et « 50 of the Greatest Science Fiction & Fantasy Debut Novels Ever Written » de Jeff Somers (en).
En 2018, Jeannette Ng remporte le prix Sydney J. Bounds du meilleur nouvel auteur (prix British Fantasy) pour Under the Pendulum Sun,,. En 2019, elle reçoit le prix John W. Campbell du meilleur nouvel écrivain des Hugo Awards. Elle est également finaliste du Brave New Words Award 2017 du magazine Starburst (en) et du prix prix Robert Holdstock du meilleur roman de fantasy (prix British Fantasy) 2018.

#### Nouvelles
Jeannette Ng publie plusieurs nouvelles dans des magazines de science-fiction et anthologies. En avril 2018, sa nouvelle How the Tree of Wishes Gained its Carapace of Plastic est publiée dans l'anthologie Not So Stories d'Abaddon Books (en) et reçoit une critique très positive du magazine Starburst. En août 2018, sa nouvelle We Regret to Inform You est publiée dans l'anthologie This Dreaming Isle. Elle est également publiée dans les revues Mythic Delirium (en 2016), Shoreline of Infinity (en 2018) et Uncanny (en) (en 2023).

### Engagements politiques

#### Discours de remerciement pour le prix John W. Campbell 2019
Nommée pour les Hugo Awards de 2019, Jeannette Ng reçoit le prix John W. Campbell du meilleur nouvel écrivain durant la 77e édition de la World Science Fiction Convention. Dans son discours de remerciement, elle dénonce l'admiration vouée à John W. Campbell, qu'elle qualifie de « fasciste » et de « suprémaciste blanc »,. Elle déclare que son influence sur la science-fiction en a fait un genre littéraire « « sterile, male, white » (« stérile, masculin, blanc ») ».
Son allocution suscite de nombreuses réactions dans la communauté des littératures de l'imaginaire. Le 27 août 2019, la maison d'édition étasunienne Dell Magazines, sponsor du prix, annonce renommer le prix « Astounding du meilleur nouvel écrivain », en hommage au magazine Astounding Science Fiction, afin de se détacher de la figure raciste de Campbell,,.
En juillet 2020, Jeannette Ng reçoit le Hugo Award for Best Related Work (en) (Meilleur livre non-fictif ou apparenté) pour son discours de remerciement du prix John W. Campbell de 2019. Lors de la cérémonie, qui se déroule en ligne à cause de la pandémie de Covid-19, elle déclare : « pulling down memorials to dead racists is not the erasing of history, it is how we make history » (« abattre les monuments commémoratifs des racistes morts n'est pas effacer l'histoire, c'est la façon dont nous faisons l'histoire »). 

#### Prises de parole contre la politique chinoise
Dans son discours aux Hugo Awards de 2020, Jeannette Ng évoque également la situation politique de Hong Kong et invite les spectateurs à « not to look away from Hong Kong » (« ne pas détourner le regard de Hong Kong »). En septembre 2020, à la suite de la sortie du film Mulan, Jeanne Ng dénonce la collaboration entre Disney et la région autonome ouïgoure du Xinjiang administrée par le Parti communiste chinois, où se déroule le génocide des Ouïghours. En 2022, elle se joint à un collectif de lauréats des Hugo Awards et signe une tribune appelant à la révocation de l'organisation par la Chine de la 81e World Science Fiction Convention.

#### Engagement en faveur des droits des personnes trans
En 2025, Jeannette Ng organise, avec Lauren Beukes, la vente aux enchères The Genre Creators for Trans Rights Auction,. Plusieurs auteurs, tels que Olivie Blake (en), Patrick Rothfuss, Ali Hazelwood et Adrian Tchaikovsky, ainsi que les héritiers de Terry Pratchett, y participent également par le biais de dons afin de collecter des fonds,. Les sommes levées sont reversées à l'organisme Good Law Project (en) et à l'association Triangle Project du Cap, qui œuvrent en faveur des droits des personnes transgenres à la suite du jugement de l'arrêt For Women Scotland Ltd v The Scottish Ministers de la Cour suprême du Royaume-Uni et aux pressions financières exercées sur les organisations sud-africaines de défense des droits LGBT+,.

### Vie privée
Jeannette Ng est non-binaire et utilise, en anglais, les pronoms she et they singulier.

## Publications

### Roman
- Under the Pendulum Sun, Angry Robot, 2017, 409 p.  (ISBN 9780857667274)

### Nouvelles
- « Three Hundred Years », Mythic Delirium, vol. 2, no 3,‎ mars 2016 (lire en ligne)
- « Goddess with a Human Heart », Shoreline of Infinity, no 8,‎ été 2017
- « How the Tree of Wishes Gained Its Carapace of Plastic », dans Not So Stories, Abaddon Books, 2018 (ISBN 9781781087800)
- « We Regret to Inform You », dans This Dreaming Isle, Unsung Stories, 2018 (ISBN 9781907389597)
- « The Girl with a City Inside of Her », Uncanny Magazine, no 54,‎ septembre 2023 (lire en ligne)

### Essais et articles théoriques
- « Textile Arts Are Worldbuilding, Too », dans Desirina Boskovich, Lost Transmissions: The Secret History of Science Fiction and Fantasy, Abrams, 2019 (ISBN 9781683354987)
- « China’s Vast History Can’t Be Caught in the CCP’s Net », Foreign Policy,‎ 1er octobre 2019 (lire en ligne)
- « As You Know, Bob… », Uncanny Magazine, no 31,‎ hiver 2019 (lire en ligne)
- « The History and Politics of Wuxia », Reactor Mag,‎ 29 juin 2021 (lire en ligne)
- « She Is Sword, and She Is Sorcery: Womanhood in The Witcher and The Wheel of Time », Uncanny Magazine, no 47,‎ été 2022 (lire en ligne)

## Prix et distinctions

### Lauréate
- 2018 : prix Sydney J. Bounds du meilleur nouvel auteur pour Under the Pendulum Sun[9]
- 2019 : prix John W. Campbell du meilleur nouvel écrivain pour Under the Pendulum Sun[12]
- 2020 : Hugo Award for Best Related Work (en) pour son discours de remerciement pour le prix John W. Campbell 2019[26]

### Finaliste
- 2017 : Brave New Words Award du magazine Starburst (en) pour Under the Pendulum Sun[13]
- 2018 : prix Robert Holdstock du meilleur roman de fantasy pour Under the Pendulum Sun[14]